# Уэллер, Питер
Пи́тер Фре́дерик Уэ́ллер (англ. Peter Frederick Weller; род. 24 июня 1947 года, Стивенс-Пойнт, штат Висконсин, США) — американский актёр, режиссёр и педагог, наиболее известен своими ролями в фильмах «Приключения Бакару Банзая: Через восьмое измерение» (1984), «Робокоп» (1987), «Робокоп 2» (1990) и «Крикуны» (1995). 

## Биография

### Ранние годы
Уэллер появился на свет 24 июня 1947 года в Стивенс-Пойнт, штат Висконсин, в семье Дороти Джин (в девичестве Дэвидсон; 1924–2002), которая была домохозяйкой, и Фредерика Брэдфорда Уэллера (1922–1986), юриста и федерального судьи, а также профессионального пилота вертолета армии США. Он рос в католической семье среднего достатка и имеет английские, немецкие, французские и ирландские корни. Благодаря военной службе отца Уэллер провел значительную часть своего детства за границей, включая несколько лет в Западной Германии, прежде чем семья переехала в Техас, где он обучался в средней школе Аламо-Хайтс в Сан-Антонио, которую окончил в 1965 году.
В Университете штата Северный Техас, ныне известном как Университет Северного Техаса, он увлекался трубой и играл в университетском оркестре. Учебу он завершил со степенью бакалавра искусств в области театра в 1970 году и продолжил актерскую карьеру после завершения обучения в Американской академии драматического искусства в 1972 году.
В 2004 году Уэллер защитил магистерскую диссертацию по римскому и ренессансному искусству в Сиракузском университете и занимался преподаванием античной истории. В 2007 году он начал работу над докторской диссертацией в Калифорнийском университете в Лос-Анджелесе по истории итальянского искусства Ренессанса. Закончил диссертацию в мае 2013 года, а в октябре подал готовый текст. Его работа, названная «Альберти до Флоренции: ранние источники, информирующие Леона Баттиста Альберти о De pictura», привела к получению докторской степени в 2014 году.

### Карьера
Свою театральную карьеру Уэллер начал в 1970-х, появившись на Бродвее в спектаклях «Full Circle», который поставил Отто Премингер, и в «Summer Brave», адаптированном Уильямом Инджем из его пьесы «Picnic». В этот же период он стал членом Actors Studio.
В декабре 2006 года он исполнил роль архитектора Фрэнка Ллойда Райта в пьесе Ричарда Нельсона «Дом Фрэнка», поставленной в театре Гудмана в Чикаго.
Уэллер снялся в фильме 1984 года «Первенец» с Кристофером Колле, сыграв агрессивного персонажа, сына Хаима (Тери Гарр).
Актер участвовал более чем в 50 фильмах и сериалах, в числе которых «Приключения Бакару Банзая в восьмом измерении» (1984), популярные «Робокоп» (1987) и «Робокоп 2» (1990). Он также сыграл адмирала Звездного флота Александра Маркуса в фильме «Стартрек: Возмездие» (2013) и появился в таких известных картинах, как «Великая Афродита» (1995) и «Голый обед» (1991).
В 1995 году он снялся в научно-фантастическом фильме «Крикуны», созданном по рассказу Филипа К. Дика.
В сериале «Лу Грант» 1977 года он сыграл Дональда Стернера, неудачливого еврейско-американского неонациста, который покончил с собой за кадром.
Уэллер также появился как капитан шаттла в сериале «Одиссея 5» и сыграл роль персонажа Терри Пакстона в «Звездном пути: Энтерпрайз». В 2006 году он вошел в состав актёров «24» в роли Кристофера Хендерсона.
В 2010 году Уэллер снялся в эпизоде «Грани» и в сериале «Декстер». С 2012 года он стал известен как Люсьен Конналли в «Лонгмайр».
Уэллер также продюсировал и снимал различные телевизионные проекты, включая эпизоды «Убийства: Жизнь на улице». Он адаптировал роман Элмора Леонарда «Золотой берег» в 1997 году и снял десятки эпизодов сериала «Сыны анархии». С 2018 года он работал над сериями «Секретаря Макгайвера» и «Частного детектива Магнума».
Уэллер также озвучивал Брюса Уэйна/Бэтмена в анимационном фильме «Возвращение Тёмного рыцаря» и Робокопа в серии реклам для KFC и Mortal Kombat 11.

### Личная жизнь
В 1980 году Уэллер познакомился с Эли Макгроу во время работы над фильмом «Лучше скажи, что ты хочешь». Их отношения были нестабильными и длились несколько лет.
24 июня 2006 года, в день своего 59-летия, Уэллер связал себя узами брака с актрисой Шари Стоу, с которой он давно дружил. Церемония прошла в церкви Санта-Мария-Ассунта в итальянском Позитано. У пары есть один сын.

## Фильмография
| Год       |    | Русское название                                   | Оригинальное название                                      | Роль                         |
| --------- | -- | -------------------------------------------------- | ---------------------------------------------------------- | ---------------------------- |
| 1977      | с  | Лу Грант                                           | Lou Grant                                                  | Дональд Страйкер             |
| 1979      | ф  | Бутч и Сандэнс: Ранние дни                         | Butch and Sundance: The Early Days                         | Джо Ли Форс                  |
| 1980      | ф  | Лучше скажи, что ты хочешь                         | Just Tell Me What You Want                                 | Стивен Рутледж               |
| 1982      | ф  | Как аукнется, так и откликнется                    | Shoot the Moon                                             | Фрэнк Хендерсон              |
| 1983      | ф  | Неизвестная тварь                                  | Of Unknown Origin                                          | Барт Хьюз                    |
| 1984      | ф  | Приключения Бакару Банзая: Через восьмое измерение | The Adventures of Buckaroo Banzai Across the 8th Dimension | Бакару Банзай                |
| 1984      | ф  | Перворождённый                                     | Firstborn                                                  | Сэм                          |
| 1986      | ф  | Убийственный роман                                 | A Killing Affair                                           | Бастон Моррис                |
| 1987      | ф  | Робокоп                                            | RoboCop                                                    | Алекс Мёрфи (Робокоп)        |
| 1987      | ф  | Туннель                                            | El Tunel                                                   | Хуан Пабло Кастель           |
| 1988      | ф  | Вымогательство                                     | Shakedown                                                  | Роланд Дэлтон                |
| 1989      | ф  | Левиафан                                           | Leviathan                                                  | Стивен Бек                   |
| 1989      | ф  | Преследователь кошек                               | Cat Chaser                                                 | Джордж Моран                 |
| 1990      | ф  | Робокоп 2                                          | Robocop 2                                                  | Алекс Мёрфи (Робокоп)        |
| 1990      | тф | Рэйнбоу Драйв                                      | Rainbow Drive                                              | Майк Галлахер                |
| 1991      | ф  | Обед нагишом                                       | Naked Lunch                                                | Билл Ли                      |
| 1992      | ф  | Пятьдесят на пятьдесят                             | Fifty/Fifty                                                | Джейк Вьер                   |
| 1993      | ф  | Мрачный закат                                      | Sunset Grill                                               | Ридер Харт                   |
| 1994      | тф | Запасная жена                                      | The Substitute Wife                                        | Мартин Хайтауэр              |
| 1994      | ф  | Новое время                                        | The New Age                                                | Питер Визер                  |
| 1995      | ф  | За облаками                                        | Al di là delle nuvole                                      | Муж                          |
| 1995      | ф  | Крикуны                                            | Screamers                                                  | Джо Хендриксон               |
| 1995      | ф  | Великая Афродита                                   | Mighty Aphrodite                                           | Джерри Бендер                |
| 1995      | ф  | Западня                                            | Decoy                                                      | Бартер                       |
| 1997      | ф  | Крыша мира                                         | Top of the World                                           | Рэй Мерсер                   |
| 2000      | ф  | Час теней                                          | Shadow Hours                                               | Стюарт Чаппелл               |
| 2000      | ф  | Заражённый                                         | Contaminated Man                                           | Джозеф Мюллер                |
| 2000      | ф  | Иван под экстази                                   | Ivans Xtc                                                  | Дон Уэст                     |
| 2000      | тф | Князь Дракула                                      | Dark Prince: The True Story of Dracula                     | Отец Стефан                  |
| 2002—2003 | с  | Одиссея 5                                          | Odyssey 5                                                  | Чак Тэггарт                  |
| 2003      | ф  | Пожиратель грехов                                  | The Order                                                  | Дрисколл                     |
| 2005      | с  | Звёздный путь: Энтерпрайз                          | Star Trek: Enterprise                                      | Джон Фредерик Пакстон        |
| 2005      | тф | Приключения «Посейдона»                            | The Poseidon Adventure                                     | капитан Пол Галлико          |
| 2006      | с  | Детектив Монк                                      | Monk                                                       | актёр, играющий Стоттлмайера |
| 2006      | с  | 24 часа                                            | 24                                                         | Кристофер Хендерсон          |
| 2007      | ф  | Добыча                                             | Prey                                                       | Том Ньюман                   |
| 2010      | ф  | Единожды падший                                    | Once Fallen                                                | Эдди                         |
| 2010      | с  | Грань                                              | Fringe                                                     | Алистер Пек, учёный МТИ      |
| 2010      | с  | Ясновидец                                          | Psych                                                      | мистер Инь                   |
| 2010      | с  | Декстер                                            | Dexter                                                     | офицер Стэн Лидди            |
| 2012      | ф  | Глаза дракона                                      | Dragon Eyes                                                | мистер Ви                    |
| 2012      | мф | Бэтмен: Возвращение Тёмного рыцаря                 | Batman: The Dark Knight Returns                            | Брюс Уэйн / Бэтмен           |
| 2012      | с  | Доктор Хаус                                        | House, M.D.                                                | доктор Пенза                 |
| 2012—2017 | с  | Лонгмайер                                          | Longmire                                                   | Люциан Коннелли              |
| 2013      | с  | Гавайи 5.0                                         | Hawaii Five-0                                              | Курт Стоунер                 |
| 2013—2014 | с  | Сыны анархии                                       | Sons of Anarchy                                            | Чарльз Бароски               |
| 2013      | ф  | Стартрек: Возмездие                                | Star Trek Into Darkness                                    | адмирал Александр Маркус     |
| 2015      | ф  | Работорговля                                       | Skin Trade                                                 | Костелло                     |
| 2018      | с  | Навсегда                                           | Forever                                                    | Путешественник               |
| 2018—2021 | с  | Новый агент Макгайвер                              | MacGyver                                                   | Эллиот Мейсон                |
| 2022      | с  | Кабинет редкостей Гильермо дель Торо               | Guillermo del Toro’s Cabinet of Curiosities                | Лайонел Ласситер             |